# Laxey
Laxey (Laksaa en mannois) est un village situé sur la côte, au nord-est de l'île de Man. Au recensement de 2001, elle comptait 1 725 habitants, 1 768 en 2006. Son nom vient du vieux norrois Laxa (« rivière à saumon »). 

## Histoire
Au début du XIXe siècle, on commença à y extraire du plomb et du zinc, ce qui donna à la ville une industrie de grande ampleur. En 1854, on construisit une grande roue, connue sous le nom de Laxey Wheel, qui permettait de pomper de l'eau pour la mine, mais progressivement, l'industrie déclina et périclita totalement trente-cinq ans plus tard, en 1929.

## Tourisme
Aujourd'hui, Laxey attire de nombreux touristes, grâce aux nombreux parcs qu'elle compte, entre autres le Laxey Glen Gardens. La ville est construite autour d'une vallée. Plusieurs rues se transforment progressivement en sentiers et finissent par sortir de Laxey. 
La gare de Laxey est le point de départ de la ligne du Snaefell.

### La roue de Laxey

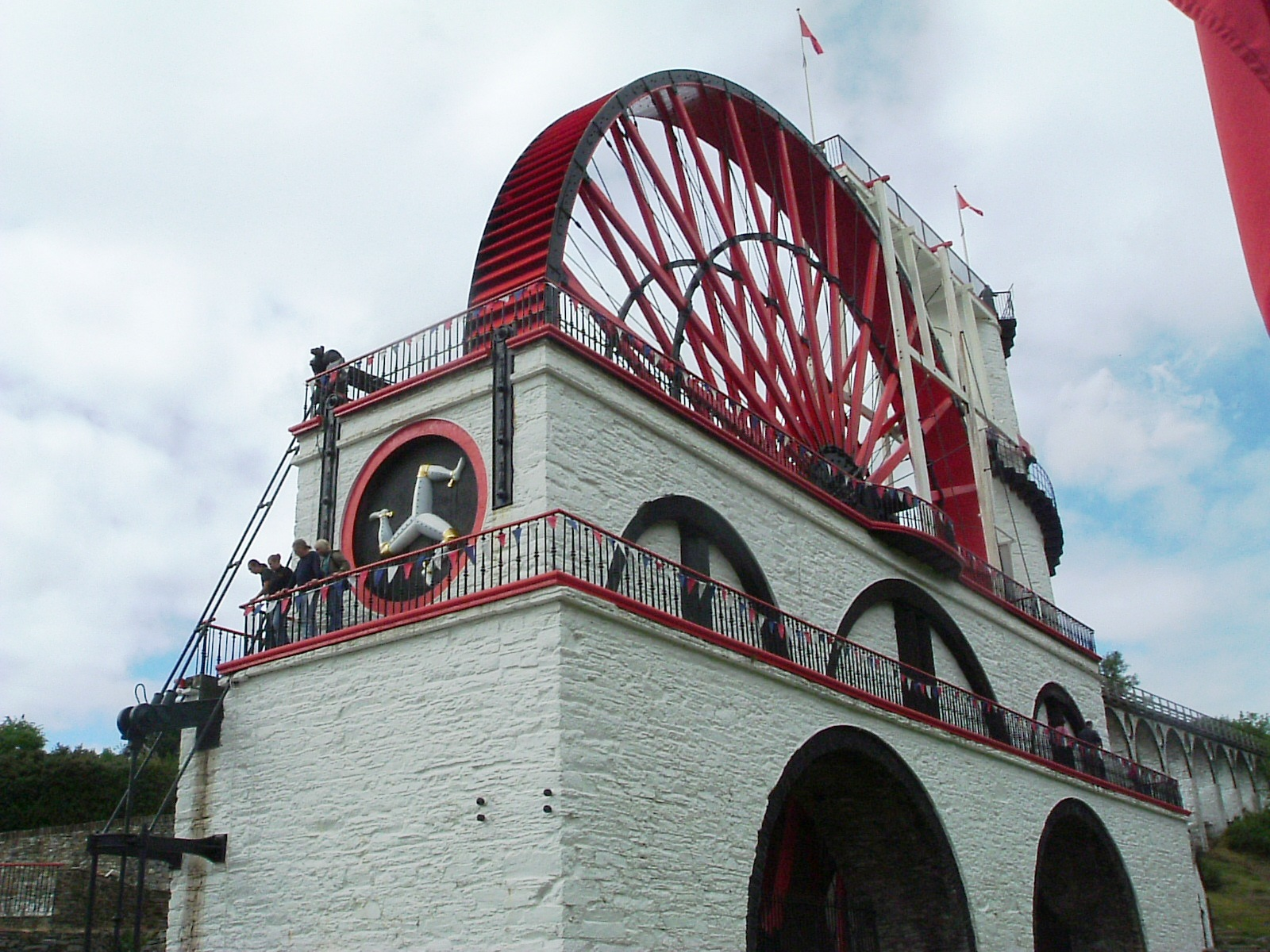
La Laxey Wheel, aussi dénommée Lady Isabella.

Cette roue a été surnommée « Lady Isabella », du nom de l'épouse de Henry Hope, lieutenant-gouverneur de l'île en fonction au moment de sa construction. C'est l'ingénieur Robert Casement qui en fut le concepteur. D'un diamètre impressionnant de 22 mètres, la roue est l'une des attractions touristiques les plus visitées de la région depuis cent cinquante ans. Le gouvernement de l'île de Man en a fait l'acquisition en 1965 et l'a restaurée pour l'occasion.

### Autres sites
Le parc de Laxey (Laxey Glen). Dans les années 1800, le père William Fitzsimmons entreprend sur une cinquantaine d'années la plantation de nombreuses espèces d'arbres. Le parc est aménagé pour la visite de touristes par R. Williamson au début du XXe siècle. Après la Seconde Guerre mondiale, le site fut vendu au gouvernement de l'île de Man. Aujourd'hui, sept personnes sont employées pour entretenir le parc.
La tombe du roi Orry (surnom de Godred Crovan), au lieu-dit Minorca, est un site régulièrement visité par les touristes. Il s'agit d'un monument mégalithique bien antérieur au roi mannois.